# Emile Braun

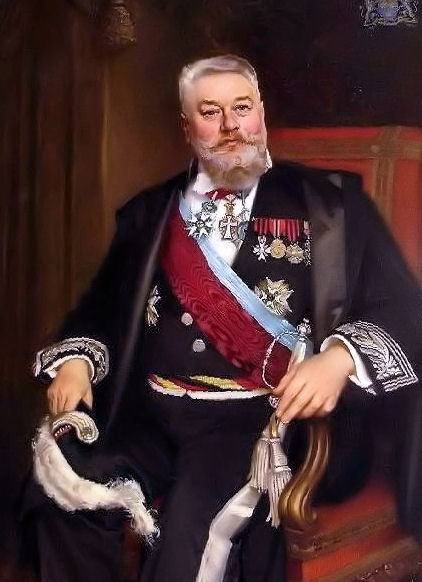
Emile Braun

Emile baron Braun (Nijvel, 2 december 1849 – Vichy, 30 augustus 1927) was een Belgisch liberaal politicus.

## Levensloop
Hij was een telg uit het geslacht Braun en de zoon van Thomas Braun, professor, directeur in de normaalschool van Nijvel en algemeen inspecteur van het onderwijs, én Francisca Horst, beiden afkomstig uit de Rijnstreek in Duitsland. In 1872 behaalde hij in Gent, in de École du Génie Civil het diploma van ingenieur Bruggen en Wegen en trad in 1875 in dienst als ingenieur bij de spoorwegen in Luik. In datzelfde jaar trouwde hij met Maria Boterdaele (1854-1927), dochter van architect Jean-Baptiste Boterdaele. In 1879 werd hij benoemd tot hoofdingenieur van de stad Gent. Een functie die hij uitoefende tot in 1895, wanneer hij burgemeester van deze stad werd. Tevens werd hij als beheerder van vennootschappen actief in de textielindustrie.
Als hoofdingenieur was hij verantwoordelijk voor de realisatie van de Gentse Voorhaven (Gent), een prestigieus en vernieuwend havenproject. Zijn kennis als spoorwegingenieur was hier niet vreemd aan. Ook de loodsen 20-26 die deel uitmaken van de Gentse Voorhaven werden door hem ontworpen en werden tussen 1885 en 1892 opgetrokken. Loodsen 20, 22, 23 en 26 zijn overgebleven en werden in 1996 beschermd.

## Politicus

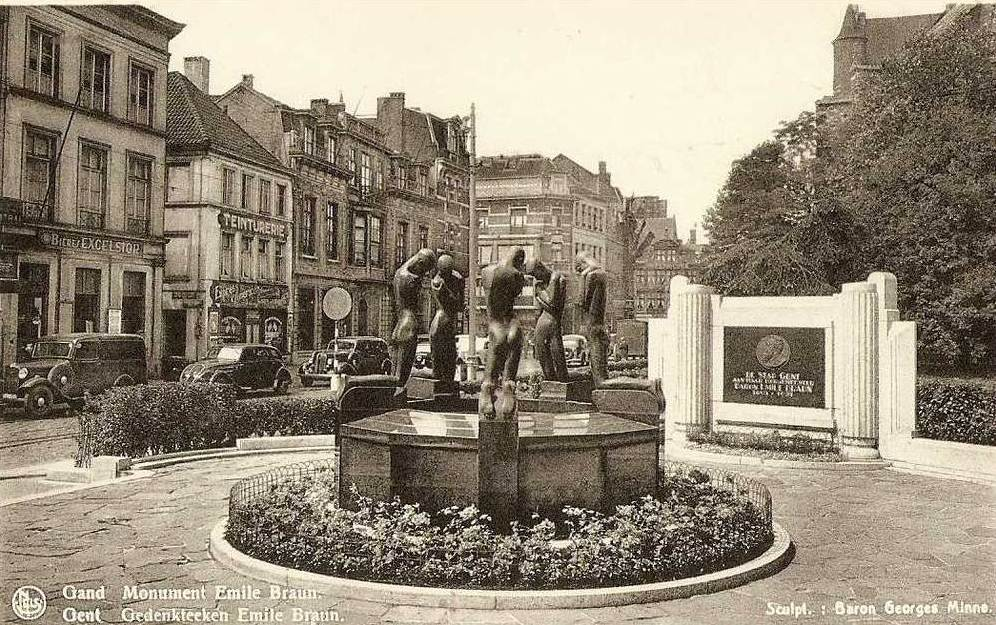
Het oorspronkelijke Braun monument

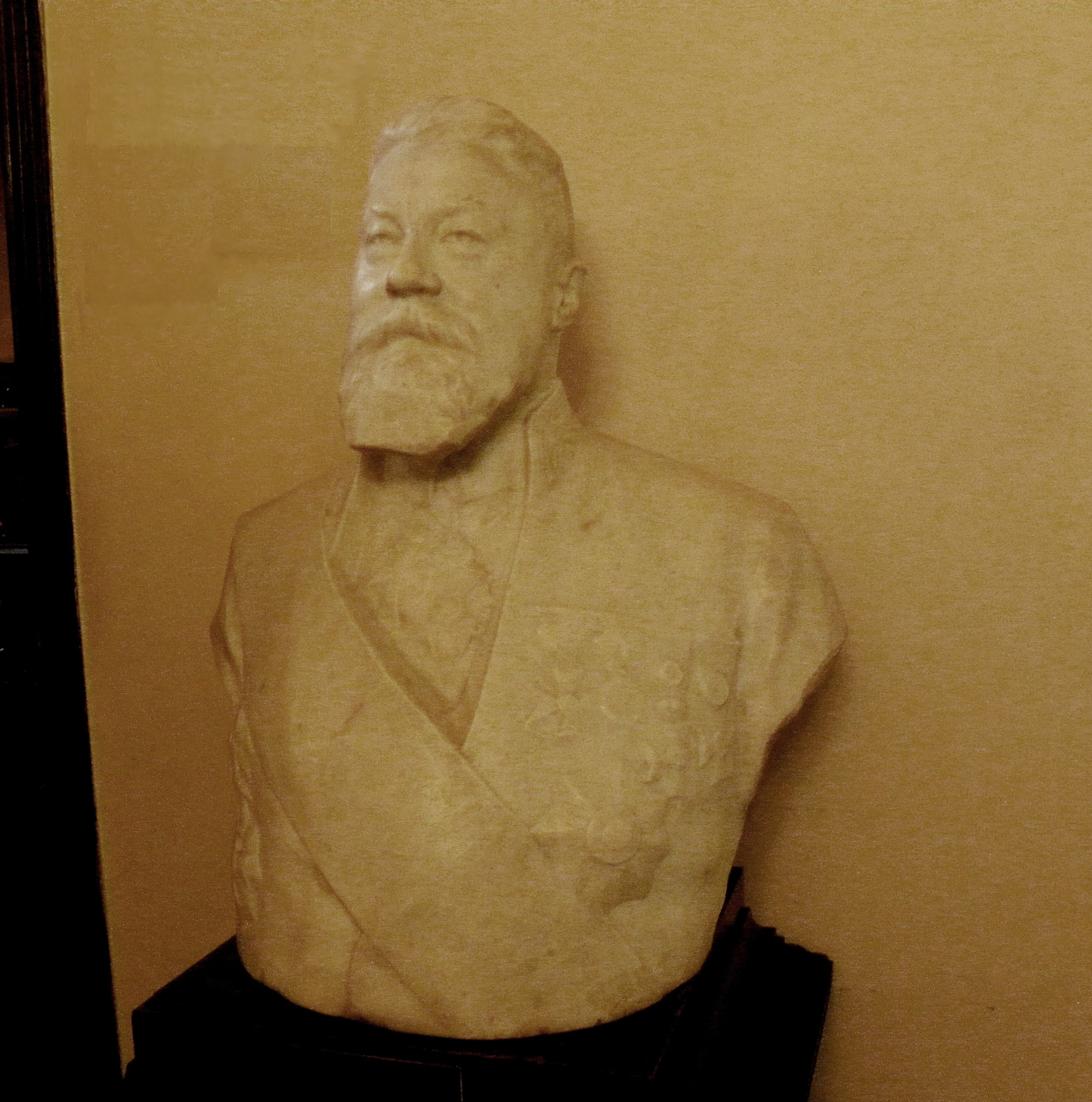
Emile Braun, marmeren borstbeeld in het stadhuis

In 1891 werd Emile Braun voor de Liberale Partij verkozen tot provincieraadslid voor Oost-Vlaanderen, een mandaat dat hij behield tot in 1898. In 1895 werd hij eveneens verkozen tot gemeenteraadslid van Gent en werd wegens zijn populariteit onmiddellijk burgemeester, een mandaat dat hij behield tot in 1921. Bovendien zetelde hij van 1900 tot 1925 voor het arrondissement Gent in de Kamer van volksvertegenwoordigers. Zijn broer Alexandre Braun zetelde tijdens dezelfde periode in de Senaat, als verkozene voor de katholieke partij.
Van 1909 tot 1911 weigerde Braun, vanwege politieke moeilijkheden het burgemeestersambt van Gent uit te oefenen en zetelde hij als gewoon gemeenteraadslid. Daarna hernam hij het ambt, met een coalitiebestuur van liberalen en socialisten. Onder zijn burgemeesterschap vond de Wereldtentoonstelling van 1913 in Gent plaats. Als voorbereiding daartoe werd het centrum aanzienlijk omgebouwd (het Zollikofer-De Vigneplan en het Braun-Van Asscheplan). Tussen de Sint-Baafskathedraal, het Belfort en de Sint-Niklaaskerk werden huizen afgebroken om plaats te maken voor pleinen. De Sint-Michielshelling werd aangelegd en er kwam een doorsteek naar Bij Sint-Jacobs. Het moest aan Gent de allure geven van een moderne stad een wereldtentoonstelling waardig, waarbij men zeker niet uit het oog mocht verliezen dat Emile Braun meer dan 15 jaar lang hoofdingenieur van de stad was geweest.
In april 1918, naar het einde van de Eerste Wereldoorlog toe, werd Braun door de Duitsers gedeporteerd naar een kamp in Celle-Schloss nabij Hannover, samen met andere prominenten, onder wie Adolphe Max, Maurice August Lippens en Henri Pirenne. In december 1918 hernam hij zijn functie. Nadat de liberalen in 1921 zwaar verloren bij de gemeenteraadsverkiezingen in Gent, nam Braun ontslag als burgemeester en verliet tevens de gemeenteraad. Hij werd opgevolgd door Alfred Vander Stegen.
Als populaire figuur kreeg hij de bijnaam Miele Zoetekoeke. In 1922 werd hij door koning Albert I in de adelstand verheven als baron.
Braun woonde zowel in het stadscentrum, Koophandelplein 3, als in zijn buitenhuis, Kasteel Crabbenburg.
Zijn zoon Emile-Jean (1879-1968) en zijn kleinzoon Gaston (1903-1990) stonden aan de wieg en de uitbouw van weverijen, spinnerijen onder de naam UCO in Gent.

## Ere

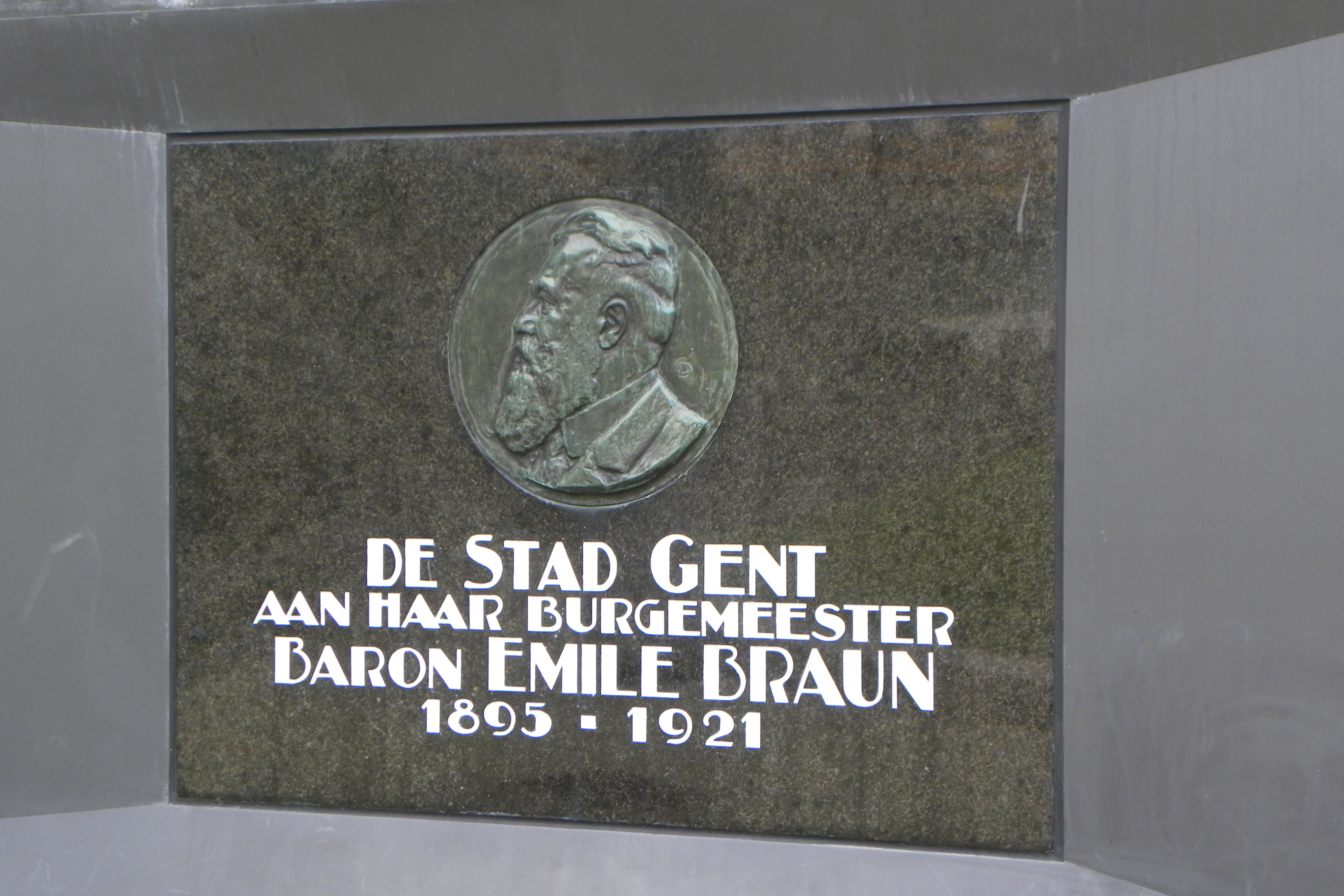
Gedenkplaat van Burgemeester Emile Braun (1849-1927) gevestigd Emile Braunplein in Gent.

- Het plein tussen de Sint-Niklaaskerk en het Belfort te Gent is naar hem vernoemd. In 1937 werd daar het monument Fontein der Geknielden van de hand van George Minne samen met een  gedenkplaat ingehuldigd ter ere van Emile Braun. Na de renovatiewerken (2009-2012) werd de gedenkplaat en de fontein als twee aparte stukken heringericht.
- Een wit marmeren borstbeeld van Emile Braun staat in het Stadhuis van Gent, vlak bij de ingang van de raadzaal.
- De Emile Braunschool is een Gents gebouw uit de 17de eeuw, in de Volderstraat en eigendom van de Universiteit, die er de raadzaal van de rechtsfaculteit huisvest.

## Publicaties

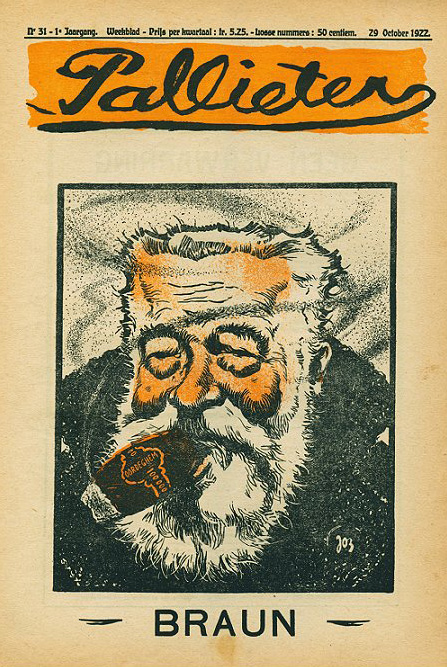
Emile Braun getekend door Jos De Swerts (1922)

- Le canal de Terneuzen. Gand et ses installations maritimes. Notice historique, technique et commerciale, Gent, 1881
- Notice sur le canal de Terneuzen et le port de Gand, Gent, 1885
- Installations maritimes Gand, guide illustré, Van der Haegen, Gand, pp. 123–128.
- Notice sur le canal de Terneuzen et le port de Gand. Réception en Belgique de la Société des Ingénieurs civils de Paris. Gand, Ad. Hoste. 1885
- Création d'un boulevard de ceinture autour de la partie sud du parc de la citadelle vers la gare de Gand St Pierre, Gand 1889,
- Allocution. Ouverture solennelle des cours. 19 octobre 1897. Ad. Hoste, Gand, 1897
- Ancienne Halle aux draps, projet de restauration adopté par l'administration communale. Gand, Heins, 1902.
- Œuvres de philanthropie et de dévouement créés pendant la première année de la guerre. Le livre d'Or des bienfaiteurs. Hoste, Gand, 1915. 86 pp.